# كوكبة أقمار إيريديوم الاصطناعية

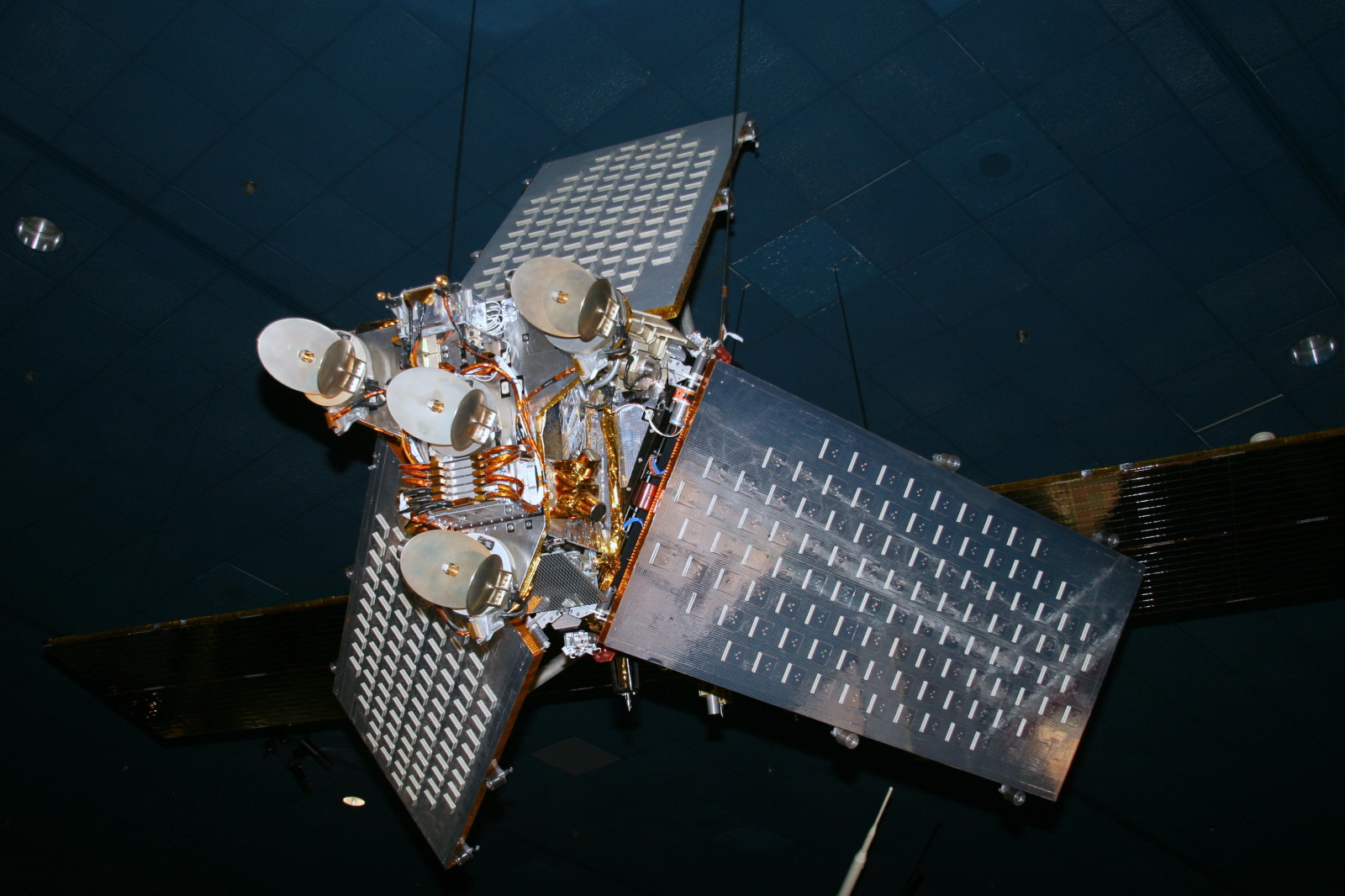
نسخة طبق الأصل من أحد أقمار الجيل الأول الاصطناعية لكوكبة إيريديوم.

تغطية الأرض بواسطة أقمار إيريديوم الاصطناعية المُرتبة في 6 مدارات يدور في كل منها 11 قمرًا اصطناعيًا. تُظهر الصورة المتحركة تغطية الأقمار للأرض كل 10 دقائق تقريبًا.

تقدم كوكبة أقمار إيريديوم الاصطناعية (بالإنجليزية: Iridium satellite constellation)‏ تغطيةً للصوت ومعلومات البيانات في نطاق حزمة إل الراديوية للهواتف الفضائية، وأجهزة النداء، وأجهزة الإرسال والاستقبال المتكاملة على جميع أنحاء سطح كوكب الأرض. تمتلك شركة اتصالات إيريديوم هذه الكوكبة وتشغلها، وعلاوةً على ذلك، تبيع الشركة المعدات اللازمة لاستخدام خدماتها. ابتُكرت هذه الكوكبة بواسطة باري بيرتيجر، وريموند جيه. ليوبولد، وكين بيترسون في أواخر علم 1987 (وفي عام 1988 ببراءات اختراع سجلتها شركة موتورولا بأسمائهم)، ثم طُورت الكوكبة بواسطة شركة موتورولا بموجب عقد محدد السعر من يوم 29 يوليو 1993 إلى 1 نوفمبر 1998 عندما أصبح النظام جاهزًا للتشغيل ومتاح تجاريًا.
تتكون الكوكبة من 66 قمرًا اصطناعيًا عاملًا في المدار، وهو العدد المطلوب لتحقيق تغطيةً عالميةً، بالإضافة إلى عدد من الأقمار الاصطناعية الإضافية للعمل في حالة وقوع أي عطل بالأقمار الرئيسية. تدور الأقمار الاصطناعية للكوكبة في مدار أرضي منخفض على ارتفاع 781 كيلومترًا تقريبًا وبزاوية ميلان قدرها 86.4 درجة.
في عام 1999، اقتبست صحيفة النيويورك تايمز كلمةً لأحد محللي سوق الاتصالات اللاسلكية، يصف فيها أن «امتلاك الناس لرقم اتصال واحد يمكن حمله في أي مكان على مستوى العالم» سيكون «باهظًا، ولم يكن هذا الأمر عمليًا أبدًا بالأسواق».
بسبب شكل الهوائيات الأصلية العاكسة لأقمار إيريديوم الاصطناعية، كانت أقمار الجيل الأول تُركز أشعة الشمس على منطقة صغيرة من سطح الأرض بالخطأ. وأدى ذلك إلى ظاهرة تُعرف باسم توهجات إيريديوم، إذ يظهر القمر الاصطناعي لحظيًا واحدًا من أسطع أجرام سماء الليل، كما يمكن ملاحظة هذا التوهج خلال النهار أيضًا. ولا تصدر أقمار إيريديوم الاصطناعية الجديدة هذا التوهج.

## نظرة عامة
صُمم نظام إيريديوم ليقدم الخدمة للهواتف الصغير، في حجم الهواتف الخلوية. وبينما «كان وزن الهاتف الخلوي النموذجي 10 أوقيات خلال تسعينيات القرن العشرين»، كتبت مجلة أدفيرتايزينغ إيدج في منتصف عام 1999 أنه «عند طرح هواتف إيريديوم للمرة الأولى، كان وزن الهاتف رطل كامل وبتكلفة 3000 دولار أمريكي، وبالتالي اعتُبرت هذه الهواتف غير عملية وباهظة».
خُطط أن يكون الهوائي غير الموجه صغيرًا بما يكفي ليكون مناسبًا لتثبيته على الهاتف، ولكن لم تكن بطارية السماعة قويةً بما يكفي للاتصال بالقمر الاصطناعي في المدار الجغرافي الثابت على ارتفاع 34785 كيلومترًا من سطح الأرض؛ وهو المدار المعتاد لأقمار الاتصالات الاصطناعية، والتي تبدو فيه الأقمار الاصطناعية ثابتةً في السماء. وليتمكن الهاتف من الاتصال بهذه الأٌقمار، تقرر وضع أقمار إيريديوم في مدار أقرب إلى الأرض، أي في مدار أرضي منخفض، على ارتفاع 781 كيلومترًا تقريبًا من سطح الأرض. ومع الفترة المدارية التي تبلغ مئة دقيقة، يمكن أن يكون القمر الاصطناعي ظاهرًا للهاتف كل سبع دقائق تقريبًا، وبالتالي «تنتقل» المكالمة آليًا إلى قمر اصطناعي آخر عندما يمر القمر الأول تحت خط الأفق. ويتطلب هذا النظام عددًا كبيرًا من الأقمار الاصطناعية الموضوعة بحرص في مدارات قطبية (انظر الصورة المتحركة للتغطية) لضمان ظهور قمر اصطناعي واحد على الأقل للهاتف بشكل مستمر عند أي نقطة من سطح الأرض. ويتطلب هذا النظام 66 قمرًا اصطناعيًا على الأقل، في 6 مدارات قطبية يحتوي كل منها على 11 قمرًا، لتحقيق تغطية سلسة.

### المدار
تبلغ السرعة المدارية للأقمار الاصطناعية نحو 27 ألف كيلومتر في الساعة. تتواصل الأقمار الاصطناعية مع الأقمار الأخرى المجاورة لها عبر روابط بين الأقمار الاصطناعية في نطاق الحزمة Ka. يمكن أن يحظى كل قمر اصطناعي بأربعة من هذه الروابط: واحدة لكل قمر اصطناعي من القمرين المجاورين له؛ القمر الذي يسبقه والقمر الذي يليه في نفس المستوى المداري، وواحدة لكل قمر اصطناعي من القمرين المجاورين له على جانبيه. تدور الأقمار الاصطناعية من أحد قطبي الأرض إلى نفس القطب بفترة مدارية تبلغ مئة دقيقة تقريبًا. ويعني هذا التصميم أنه ستكون هناك رؤية ممتازة للأقمار الاصطناعية مع تغطية ممتازة للخدمة خاصةً عند القطبين الشمالي والجنوبي. ينتج هذا التصميم المداري القطبي «طبقات» حيث تدور الأقمار الاصطناعية، الموجودة في مستويات دوران معاكسة لبعضها، جنبًا إلى جنب في اتجاهات متعاكسة. وسيكون الانتقال من قمر إلى آخر خلال الرابط بين الأقمار الاصطناعية عبر هذه الطبقات وبعضها سريعًا، كما سيكون تأثير دوبلر كبيرًا للغاية؛ وبالتالي، تدعم كوكبة إيريديوم الروابط بين الأقمار الاصطناعية التي تدور في نفس الاتجاه فقط. تتكون الكوكبة من 66 قمرًا اصطناعيًا عاملًا، وتضم ستة مستويات مدارية، ويبعد كل مستوى عن الآخر بمقدار 30 درجةً، ويدور في كل مستوى 11 قمرًا اصطناعيًا (بخلاف الأقمار الاصطناعية الإضافية). كان التصور الأصلي للكوكبة يتضمن 77 قمرًا اصطناعيًا، ومن هنا جاء اسم إيريديوم، فهو العنصر ذو الرقم الذري 77، كما أن الأقمار الاصطناعية ستصور صورةً لنموذج بور وكأن الأقمار الاصطناعية إلكترونات تدور حول نواتها الأرض. واتضح أن مجموعةً مخفضةً مكونةً من ستة مستويات فقط كافية لتغطية الأرض بالكامل بشكل مستمر.

## الأقمار الاصطناعية العاطلة
على مر السنين، توقف عدد من أقمار إيريديوم الاصطناعية عن العمل وخرجت هذه الأقمار عن الخدمة، ظل بعضها يعمل بشكل جزئي في المدار، بينما فقدت الشركة السيطرة على البعض الآخر أو سقط بعضها ليدخل عبر الغلاف الجوي للأرض.
عانت أقمار إيريديوم الاصطناعية 21، و27، و20، و11، و24، و71، 44، و14، و79، و69، و85 من مشاكل قبل بدء الخدمة التشغيلية بعد إطلاقها بوقت قليل في عام 1997. وبحلول عام 2018، ومن بين هذه الأقمار الاصطناعية البالغ عددها 11 قمرًا، خرجت أقمار إيريديوم 21، و27، و79، و85 من المدار؛ وأُعيد تسمية أقمار إيريديوم 11، و14، و20، و21 إلى إيريديوم 911، و914، و920، و921 على الترتيب منذ إطلاق هذه الأقمار الاصطناعية التي ستستبدلها.
ومنذ عام 2017، أخرجت الشركة عدة أقمار اصطناعية، من أقمار إيريديوم الجيل الأول، من المدار بشكل متعمد بعد استبدالها بأقمار إيريديوم نكست العاملة.
وحتى شهر أكتوبر 2020، ومن بين الأقمار الاصطناعية التي كانت تعمل بشكل سليم، توقف 73 قمرًا اصطناعيًا عن العمل أو أصبحت غير موجودة.

### اصطدام إيريديوم 33
في الساعة 16:56 حسب التوقيت العالمي المُنسق (UTC) يوم 10 فبراير 2009، اصطدم القمر إيريديوم 33 بالقمر الاصطناعي الروسي كوزموس 2251. وكان هذا الاصطدام العرضي أول اصطدام فائق السرعة بين قمرين اصطناعيين في المدار الأرضي المنخفض. كان إيريديوم 33 عاملًا في الخدمة وقت وقوع الحادثة. وكان أحد أقدم الأقمار الاصطناعية بالكوكبة، وأُطلق عام 1997. اصطدم القمران بسرعة نسبية تبلغ 35 ألف كيلومتر في الساعة تقريبًا. ونتج عن هذا الاصطدام أكثر من 2000 قطعة كبيرة من المخلفات الفضائية التي يمكن أن تكون خطيرةً على الأقمار الاصطناعية الأخرى.
نُقل أحد أقمار إيريديوم الاصطناعية الإضافية الموجودة في المدار، وهو القمر إيريديوم 91 (المعروف سابقًا باسم إيريديوم 90)، ليستبدل القمر الاصطناعي المُدمَّر، واكتملت عملية النقل يوم 4 مارس 2009.